# Taguilalet
Taguilalet este o comună din departamentul Mederdra, Regiunea Trarza, Mauritania, cu o populație de 2.726 locuitori.